# Делгай (Луїзіана)
Делгай (англ. Delhi) — місто (англ. town) в США, в окрузі Ричленд штату Луїзіана. Населення — 2622 особи (2020).

## Географія
Делгай розташований за координатами 32°27′12″ пн. ш. 91°29′24″ зх. д. / 32.45333° пн. ш. 91.49000° зх. д. (32.453248, -91.489952).  За даними Бюро перепису населення США в 2010 році місто мало площу 7,45 км², уся площа — суходіл.

## Демографія
Згідно з переписом 2010 року, у місті мешкало 2919 осіб у 1069 домогосподарствах у складі 749 родин. Густота населення становила 392 особи/км².  Було 1215 помешкань (163/км²).
Расовий склад населення:
| - 61,8 % — чорних або афроамериканців - 35,6 % — білих - 0,4 % — корінних американців - 0,4 % — азіатів |

До двох чи більше рас належало 1,2 %. Частка іспаномовних становила 1,5 % від усіх жителів.
За віковим діапазоном населення розподілялося таким чином: 30,0 % — особи молодші 18 років, 56,9 % — особи у віці 18—64 років, 13,1 % — особи у віці 65 років та старші. Медіана віку мешканця становила 34,3 року. На 100 осіб жіночої статі у місті припадало 86,6 чоловіків;  на 100 жінок у віці від 18 років та старших — 80,1 чоловіків також старших 18 років.
Середній дохід на одне домашнє господарство  становив 50 980 доларів США (медіана — 36 071), а середній дохід на одну сім'ю — 55 392 долари (медіана — 48 125). Медіана доходів становила 31 000 доларів для чоловіків та 19 792 долари для жінок. За межею бідності перебувало 20,4 % осіб, у тому числі 26,4 % дітей у віці до 18 років та 23,6 % осіб у віці 65 років та старших.
Цивільне працевлаштоване населення становило 1407 осіб. Основні галузі зайнятості: освіта, охорона здоров'я та соціальна допомога — 50,5 %, виробництво — 8,8 %, роздрібна торгівля — 8,7 %.